# Neobisium maritimum
Neobisium maritimum es una especie de arácnido del orden Pseudoscorpionida de la familia Neobisiidae.

## Distribución geográfica
Se encuentra en Reino Unido y Francia.